# Communauté de communes Batsurguère
La communauté de communes Batsurguère est une ancienne communauté de communes française, située dans le département des Hautes-Pyrénées et la région Occitanie. Cette structure est dissoute le 31 décembre 2016 et est remplacée par la Communauté d'agglomération Tarbes-Lourdes-Pyrénées.

## Communes adhérentes
| Nom              | Code Insee | Gentilé   | Superficie (km2) | Population (dernière pop. légale) | Densité (hab./km2) |
| ---------------- | ---------- | --------- | ---------------- | --------------------------------- | ------------------ |
| Ossen (siège)    | 65343      | Ossennois | 6,91             | 205 (2014)                        | 30                 |
| Aspin-en-Lavedan | 65040      | Aspinois  | 1,77             | 274 (2014)                        | 155                |
| Omex             | 65334      | Omexéens  | 5,53             | 234 (2014)                        | 42                 |
| Ségus            | 65415      | Ségusiens | 10,72            | 267 (2014)                        | 25                 |
| Viger            | 65470      | Vigérois  | 3,37             | 133 (2014)                        | 39                 |

## Démographie
| 2009 | 2011  |
| ---- | ----- |
| -    | 1 099 |

## Liste des Présidents successifs
| Période                                  | Période  | Identité       | Étiquette | Qualité |
| ---------------------------------------- | -------- | -------------- | --------- | ------- |
|                                          | en cours | Laurent Barrau |           |         |
| Les données manquantes sont à compléter. |          |                |           |         |

## Historique
Créé le 21 décembre 1992